# لوكا بافلين
لوكا بافلين (بالسلوفينية: Luka Pavlin)‏ هو لاعب كرة قدم سلوفيني في مركز الوسط، ولد في 16 أكتوبر 1988 في كراني في سلوفينيا. لعب مع أولمبياكوس نيقوسيا ونادي أولمبيا ليوبليانا ونادي كوبر.